# Seatons
Seatons ist eine Siedlung in der Parish of Saint Philip an der Nordostküste der Insel Antigua im Staat Antigua und Barbuda. Im Jahr 2001 hatte Seatons 461 Einwohner.

## Lage und Landschaft
Seatons liegt im Norden des Parishs Saint Philip auf einer Landzunge, die von Mercers Creek Bay mit den Teilbuchten Farley Bay, Seaton Bay und Belfast Bay eingeschlossen wird. Vor der Küste liegt die Insel Laviscounts Island sie liegt in einer Linie mit Crumps Point im Westen im gegenüberliegenden Parish Saint Peter, und Guard Point. Im Süden schließt sich Glanvilles an.